# Max Anderson (calciatore)
Max Anderson (17 maggio 2001) è un calciatore scozzese, centrocampista del Crawley Town.

## Carriera

### Club
Cresciuto nel settore giovanile del Dundee, nell'aprile del 2019 firma il primo contratto professionistico con il club scozzese, di durata biennale; l'8 settembre seguente esordisce in prima squadra, nella partita di Challenge Cup persa per 1-2 contro l'Elgin City. Il 5 ottobre 2020 prolunga fino al 2023 con i Dark Blues, conquistando al termine della stagione la promozione nella massima serie.

### Nazionale
Ha giocato nella nazionale scozzese Under-21.

## Statistiche

### Presenze e reti nei club
Statistiche aggiornate al 17 maggio 2022.
| Stagione        | Squadra         | Campionato      | Campionato | Campionato | Coppe nazionali | Coppe nazionali | Coppe nazionali | Coppe continentali | Coppe continentali | Coppe continentali | Altre coppe | Altre coppe | Altre coppe | Totale | Totale | Totale |
| Stagione        | Squadra         | Comp            | Pres       | Reti       | Comp            | Pres            | Reti            | Comp               | Pres               | Reti               | Comp        | Pres        | Reti        | Pres   | Reti   |        |
| --------------- | --------------- | --------------- | ---------- | ---------- | --------------- | --------------- | --------------- | ------------------ | ------------------ | ------------------ | ----------- | ----------- | ----------- | ------ | ------ | ------ |
| 2019-2020       | Dundee          | SC              | 0          | 0          | CS+CdL          | 0+0             | 0               | -                  | -                  | -                  | SCC         | 1           | 0           | 1      | 0      |        |
| 2020-2021       | Dundee          | SC              | 19+2       | 4          | CS+CdL          | 2+3             | 0               | -                  | -                  | -                  | -           | -           | -           | 26     | 4      |        |
| 2021-2022       | Dundee          | SP              | 34         | 1          | CS+CdL          | 3+4             | 0               | -                  | -                  | -                  | -           | -           | -           | 41     | 1      |        |
| Totale carriera | Totale carriera | Totale carriera | 53+2       | 5          |                 | 12              | 0               |                    | -                  | -                  |             | 1           | 0           | 68     | 5      |        |

## Palmarès

### Club

#### Competizioni nazionali
- Scottish Championship: 1

Dundee: 2022-2023